# Fisk (TV-serie)
Fisk är en australisk dramakomediserie som hade premiär den 17 maj 2021. Serien förnyades med en andra säsong som hade premiär i oktober 2022. Den tredje säsongen hade premiär i oktober 2024. Serien är skapad av Kitty Flanagan, Penny Flanagan och Vincent Sheehan.

## Handling
En rättfram advokat börjar på en lågstatusbyrå för arv och testamenten efter att hennes äktenskap och karriär kraschat.

## Rollista (i urval)
- Kitty Flanagan - Helen Tudor-Fisk
- Marty Sheargold - Ray Gruber
- Julia Zemiro - Roz Gruber
- Aaron Chen - George Chen
- John Gaden - Anthony Fisk
- Glenn Butcher - Viktor
- Debra Lawrance - May
- George Henare - Graham
- Gabrielle Chan
- Claudia Karvan - Vicki
- Colette Mann - Popovitch
- Justine Clarke - Melissa